# Хийси
Хийси (фин. Hiisi) — в карело-финской мифологии — дух леса, представляемый как призрак или великан. Ему посвящались огромные каменные валуны, каменные кучи (так называемые сады Хийси). Хийси также известен как Хийс (эстон.), Лембо, Лемпо.
В 12 руне Калевалы упоминается о «водных хийси» (vesihiisi). В 13 руне Хийси предстаёт в образе лося, которого хозяйка Похьёлы старуха Лоухи поручает поймать герою Лемминкяйнену. В восьмой руне Калевалы Хийси (Лемпо) заставил Вяйнямёйнена пораниться топором, когда тот вырубал лодку. В 26 руне Хийси выступает в роли дьявола, который противостоит Богу-Творцу (Luoja) и создает на земле чудовищ (например, стоглазого червя Похьёлы), вкладывая душу (henki) во что попало.
Память о святилищах Хийси сохранилась в топонимике местах проживания карельских и финских племён: часто можно встретить названия, переводимые как «лес Хийси», «мыс Хийси», «остров Хийси» и так далее.
В некоторых рунах Хийси — огромный лось, превратившийся в небесное созвездие. Миф о небесной охоте в финской мифологии рассказывает про звездный мир: охотник пытается догнать на лыжах Хийси, мчащегося по небу, но не может этого сделать. Охотник превратился в Полярную звезду, его лыжня — в Млечный путь, лось — в Большую Медведицу.